# La diga della paura
La diga della paura (Killer Flood: The Day the Dam Broke) è un film per la televisione del 2003 diretto da Doug Campbell.

## Trama
Per la gente di Rutland non trascorre molto tranquilla: in più di un'occasione la città rimane vittima delle piogge torrenziali che avrebbero potuto mettere a rischio la tenuta della diga che sovrasta il paese. I dubbi sono quasi certi: infatti l'ingegnere sul posto rimane travolto in un'ondata della diga. L'architetto David Arthur Powell e suo figlio Garth rimangono intrappolati all'interno della diga che sta per esplodere.